# Durmiendo con la luna
«Durmiendo con la luna» es una canción de la agrupación mexicana de rock Elefante, incluido en su segundo álbum de estudio Elefante y lanzado como el segundo sencillo del álbum a través de la discográfica Sony Discos. La canción fue escrita por Rafael López Arellano.

## Vídeo musical
Se filmó y grabó en la Ciudad de México y tuvo como invitada a la actriz Ana Serradilla durante la trama del vídeoclip.

## Lista de canciones

### CD - Promo[6]
| Durmiendo con la luna — Single |                         |          |  |
| N.º                            | Título                  | Duración |  |
| 1.                             | «Durmiendo con la luna» | 4:19     |  |

## Créditos y personal
- Jorge Guevara - Vocales, coros, líricas, arreglos, guitarra acústica
- Rafael López Arellano - Guitarra eléctrica, arreglos
- Flavio López Arellano "Ahis" - Guitarra acústica, arreglos
- Luis Portela "Gordito Tracks"- Bajo, teclados, arreglos
- Iván Antonio Suárez "Iguana"- Batería, arreglos

## Posiciones en las listas
| Listas                                     | Posición |
| ------------------------------------------ | -------- |
| Estados Unidos Billboard Hot Latin Tracks  | 4        |
| Estados Unidos Billboard Latin Pop Airplay | 32       |